# Claude Terrin
Pour les articles homonymes, voir Terrin.
Claude Terrin (ou de Terain) est un architecte du XVIIe siècle, Conseiller du Roi à Arles. Il prit part à une querelle savante qui l'opposa notamment à François Rebattu, également conseiller du Roi, sur le fait de savoir si la statue romaine d'une Déesse découverte à Arles en 1651 était bien une Vénus comme il le pensait (Vénus d'Arles) ou une Diane.

## Publications
- « La Vénus et l'obélisques d’Arles, ou entretiens de Musée et de Calisthène », Arles, 1680
- « Lettres de Musée à Calisthène, sur les réflexions d'un censeur », Arles, 1697.